# 尹洪文
尹洪文（1962—），山东临朐人，中国人民解放军中将。

## 生平
尹洪文曾任中国人民解放军南京军区政治部组织部部长、中国人民解放军陆军第一集团军步兵第一师政委、中国人民解放军总政治部三一一基地政委。2014年8月至2015年3月之间，调任中国人民解放军总政治部秘书长。2016年1月中央军委机关调整组建后，尹洪文少将担任中央军委政治工作部办公厅主任。2017年1月，转任中央军委政治工作部主任助理。2017年8月，担任东部战区副政委兼政治工作部主任。2023年，转任南部战区副政委兼政治工作部主任。
2019年6月晋升中将军衔。